# Cerynea albivitta
Cerynea albivitta là một loài bướm đêm trong họ Erebidae.